# Антек-полицмейстер
«Антек-полицмейстер» (пол. Antek policmajster) — чёрно-белая польская кинокомедия 1935 года поставленная режиссёром Михалом Вашиньским. Классическая комедия ошибок, изобилующая многочисленными национальными шутками и ситуативными сценами, типичными для этого жанра, но выигрышная сторона фильма — великолепная актёрская работа популярного польского комика Адольфа Дымши, который чувствует себя исключительно хорошо, изображая подобного рода персонажей. Единственный польский звуковой довоенный фильм, который попал в прокат СССР, был обруган в отечественной прессе (по мнению киноведа Игоря Фишкина печатные материалы такого рода не могли тогда появиться сами по себе, не по инициативе высокого идеологического начальства), и как результат быстро сошёл с экранов ещё до конца разрешённого прокатным удостоверением срока.

## Сюжет
Действие фильма начинается в Варшаве 1910-х годов, когда Польша ещё была частью Российской империи. Антек — жуликоватый тип, торгующий на варшавском рынке кроликами. Его обвиняют в подрывной деятельности из-за найденного при нём буклета «Питомник королей». Его отдают под суд по обвинению в попытке возведения на престол польского короля, но во время судебного процесса Антеку удаётся убежать из зала суда. Спасаясь от полиции, он прячется в одном из вагонов поезда. Здесь Антек встречает совершенно пьяного важного чиновника жандармерии из Санкт-Петербурга с красноречивой фамилией Выпивайло, направляющегося в маленький городок, чтобы вступить в должность нового полицмейстера. Полицмейстер, изрядно приняв на грудь, засыпает, а Антек, воспользовавшись ситуацией, надевает его полицейский мундир, и, как легко догадаться, его с почестями встречают на станции губернатор с оркестром, и прочая местная знать, приняв его за нового городского начальника полиции. А поскольку в новостях говорилось об эксцентричности нового начальника полиции — Антеку есть чем похвастаться. Поначалу напуганный, он вскоре обретает уверенность и входит в роль, начиная вводить новые, весьма нетрадиционные приказы, заставив полицейских терять лишние килограммы и освобождая из тюрьмы польских заговорщиков. Он также отличился на обедах и балах. В то же время реального полицмейстера Выпивайло бросают в тюрьму как подозрительную личность с симптомами мании величия. Через некоторое время бдительный сотрудник жандармерии разоблачает Антека. После разоблачения ему удается избежать тюрьмы, и он как важная персона уезжает из города с почестями и музыкой.

## В ролях
- Адольф Дымша — Антек Кроль / дублирует: Щ.Шехт
- Мария Богда — Казя Левандовская, горничная в доме губернатора
- Мечислава Цвиклиньская — Вера, жена губернатора / дублирует: Александра Сальникова
- Антони Фертнер — губернатор / дублирует: Владимир Подгорный
- Стефания Гурская — дочь губернатора
- Конрад Том — ротмистр Иван Васильевич Перехитров, офицер жандармерии
- Юзеф Кондрат — Фелек, друг Антека / дублирует: Аркадий Вовси
- Ванда Яршевская — старшая сестра губернатора
- Хелена Зарембина — сестра губернатора
- Юзеф Орвид — русский купец
- Чеслав Сконечны — полицмейстер Семён Фёдорович Выпивайло
- Людвиг Лавиньский — парикмахер
- Феликс Хмурковский — врач-психиатр
- Станислав Лапиньский — русский купец
- Тадеуш Ольша — комиссар полиции

## Премьеры
- Польша — национальная премьера фильма состоялась 8 февраля 1935 года в Варшаве[1].
- СССР — фильм демонстрировался в советском прокате с 3 января 1937 года, р/у № 423/36 (сроком до 1 октября 1939 г.)[2][3]. Дубляж [комм. 1] осуществлён студией Научно-исследовательского института кинематографии (НИКФИ). Художественное руководство дубляжа осуществлял С.А. Рейтман.

## Комментарии
1. ↑  Третий дублированный для проката в СССР фильм после американского «Человек-невидимка» (1933, реж. Джеймс Уэйл) и французского «Последний миллиардер» (1934, реж. Рене Клер)